# Pradilla (Toreno)
Pradilla es una localidad perteneciente al municipio de Toreno, en la comarca de El Bierzo, provincia de León, comunidad autónoma de Castilla y León, España, que cuenta con una población de 51 habitantes. Está situada a 9 km de la capital del municipio y a 22 km de Ponferrada, en una pequeña meseta a la que se accede desde la CL-631 a través de Valdelaloba (Salida 18) o por una pista de tierra desde Cabañas de la Dornilla. En su jurisdicción existe un apeadero, ya abandonado, del Ferrocarril Ponferrada - Villablino, entre los túneles 2 y 3 del Pantano de Bárcena.

## Entorno natural
Cuenta con paisajes pintorescos por los que practicar senderismo, y la impresionante bajada al apeadero del Ferrocarril Ponferrada - Villablino. Dicho recorrido cuenta con unos paisajes muy bonitos y diversas fuentes potables, para el deleite y disfrute de los caminantes y una impresionante vista de la cola del pantano y el Santuario de la Virgen de la Peña desde el apeadero.

## Administración
Como la mayoría de los antiguos concejos leoneses constituye una Entidad Local Menor, gobernada por una Junta Vecinal de tres miembros.

## Fiestas
La principal fiesta es el día de La Magdalena, 22 de julio. 
Antiguamente se celebraban también Santa Lucía y San Roque.
- Datos: Q6083950